# سعود السنعوسی
سعود السنعوسی (به عربی: سعود السنعوسی)، (۱۹۸۱ - ) رمان‌نویس و روزنامه‌نگار عرب کویتی است. رمان نخست او به نام زندانی آینه‌ها (۲۰۱۰) جایزهٔ لیلا عثمان را از آن خود کرد. داستان کوتاه بونسای و پیرمرد او در سال ۲۰۱۱ برندهٔ مسابقه‌ای شد که توسط مجلهٔ العربی و بی‌بی‌سی عربی ترتیب داده شده‌بود. رمان ساقهٔ بامبو که از منظر پسری دورگه با والدین کویتی و فیلیپینی نوشته‌شده که برای یافتن جایی در هر یک از دو کشور مبارزه می‌کند، که موفق شد جایزهٔ بین‌المللی داستان عربی را در سال ۲۰۱۳ به دست بیاورد.
سنعوسی برای ایرانیان نویسنده ناشناخته‌ای نیست زیرا تا کنون سه کتاب  وی  به فارسی برگردانده شده است. نخستین کتاب ترجمه‌شده سعود سنعوسی به فارسی «ساقه‌البامبو» نام دارد که یک بار در سال 1393 به نام «ساقه بامبو» با ترجمه مریم اکبری و عزیز طهماسبی توسط انتشارات نیلوفر چاپ شد، بار دوم، در سال 1394 به نام «در آغوش آب» با ترجمه سمیه صادقی توسط انتشارات لوح فکر انتشار یافت و در سال 1395 برای سومین بار به قلم روح‌الله رحیمی به نام «ساقه بامبو» به فارسی برگردانده شد و توسط نشر بوتیمار مشهد به چاپ رسید. «ناقه‌الصالحه» کتاب دیگری از این نویسنده است که تحت عنوان «ماده‌شتر صالحه» به دست ناهید پورصدامی به فارسی درآمد و در سال 1401 توسط نشر پیله روانه بازار کتاب ایران گردید. سومین کتاب وی «حمام الدار» نام دارد که توسط مسلم زارع‌مطلق به فارسی درآمده و در سال 1403 خورشیدی توسط نشر میعاد اندیشه روانه بازار شده است.
سعود السنعوسی در کویت زندگی می‌کند و در روزنامهٔ القبس می‌نویسد.

## آثار
- زندانی آینه‌ها (۲۰۱۰)
- بونسای و پیرمرد (۲۰۱۱)
- ساقهٔ بامبو (۲۰۱۲)
- موش‌های مادربزرگ حصه (۲۰۱۵)
- گرمابه (۲۰۱۷)[۵]
- کبوتر خانگی